# Santa Maria, Pangasinan
Santa Maria là một đô thị hạng 4 ở tỉnh Pangasinan, Philippines. Theo điều tra dân số năm 2007, đô thị này có dân số 30.721 người trong 5.818 hộ.

## Barangay
Santa Maria được chia thành 23 barangay.
| - Bal-loy - Bantog - Caboluan - Cal-litang - Capandanan - Cauplasan - Dalayap - Libsong - Namagbagan - Paitan - Pataquid - Pilar | - Poblacion East - Poblacion West - Pugot - Samon - San Alejandro - San Mariano - San Pablo - San Patricio - San Vicente - Santa Cruz - Santa Rosa |